# Synagoge (Praszka)
Koordinaten: 51° 3′ 18″ N, 18° 26′ 56″ O

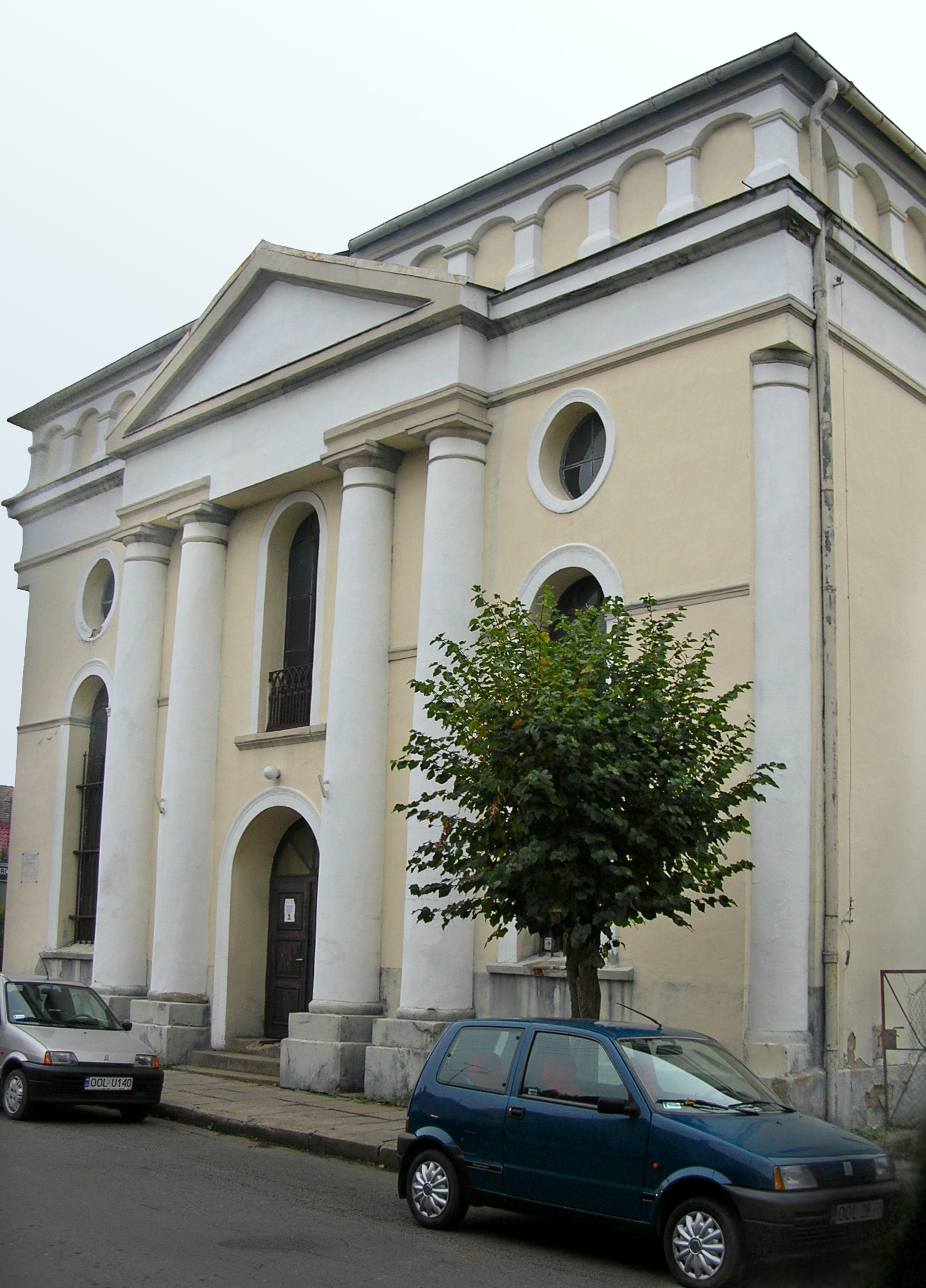
Portal

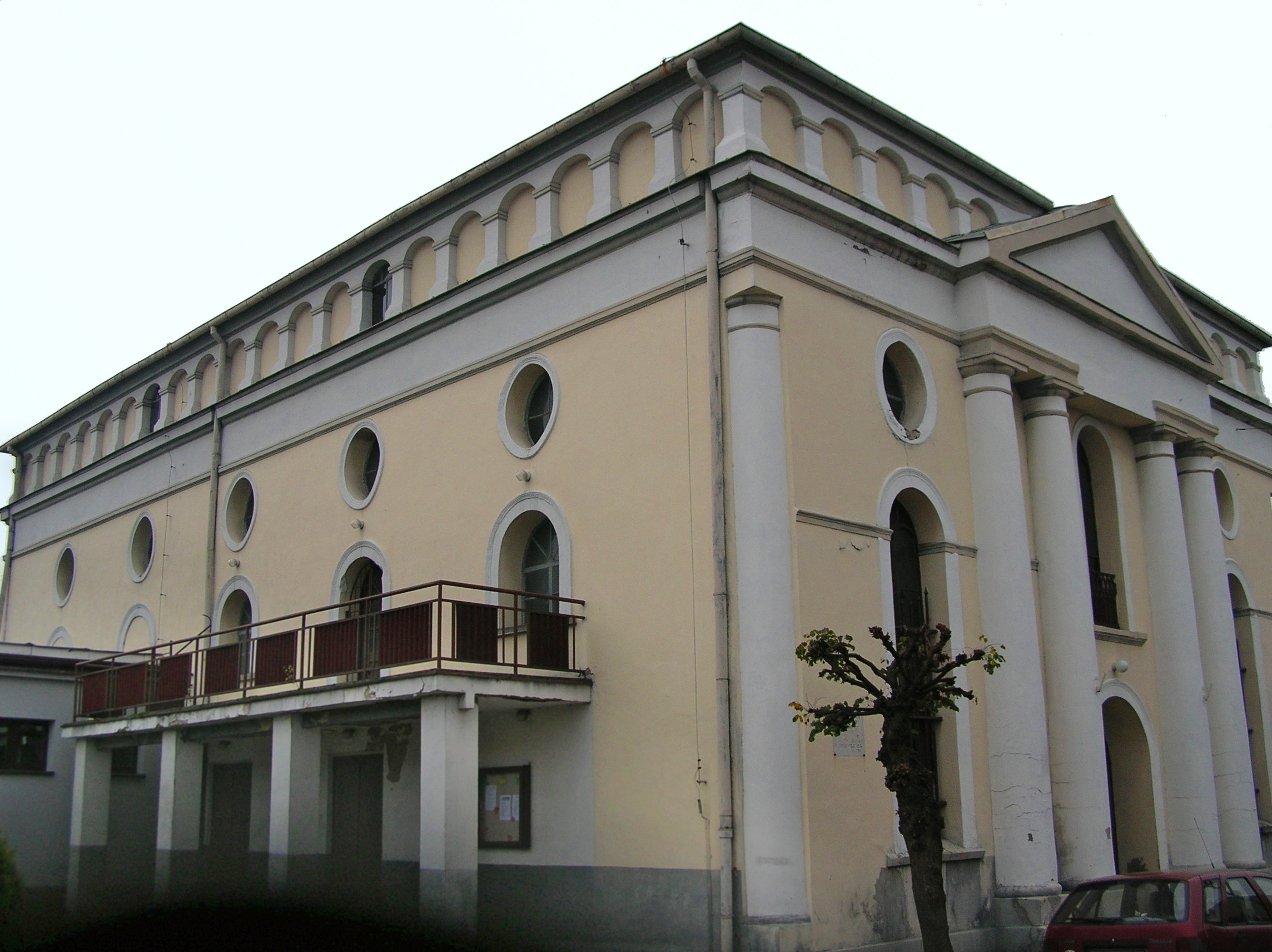
Synagoge in Praszka

Die Synagoge in Praszka (deutsch Praschkau), einer Kleinstadt im Südwesten Polens, wurde 1836 im Stil des Klassizismus errichtet. Die profanierte Synagoge befindet sich an der Ulica Tadeusz Kościuszko. Der repräsentative Synagogenneubau ersetzte ein älteres hölzernes Gebäude.
Während des Zweiten Weltkrieges wurde die Synagoge teilweise zerstört. Danach verfiel das Gebäude. In den 1960er Jahren wurde es renoviert und dient heute als Kulturhaus.